# Víska (Kněžice)
Víska (německy Dörfel) je malá vesnice, část obce Kněžice v okrese Jihlava. Nachází se asi 0,5 km na východ od Kněžic. Prochází zde silnice II/402. V roce 2025 zde bylo evidováno 43 adres. V roce 2021 zde trvale žilo 92 obyvatel.
Víska leží v katastrálním území Víska u Kněžic o rozloze 2,02 km2. V katastrálním území Víska u Kněžic leží i Kněžice.

## Název
Název se vyvíjel od varianty Weska (1528, 1532), Wiska (1678), Wisska (1718), Wyska (1751, 1846), Wiska a Víska (1872), Veska (1881), Viska (1924) až k podobě Víska v roce 1935. Místní jméno je zdrobnělinou od slova ves.

## Historie
Od roku 1869 přísluší ke Kněžicím.

## Obyvatelstvo
Podle sčítání 1930 zde žilo v 28 domech 125 obyvatel. 124 obyvatel se hlásilo k československé národnosti. Žilo zde 125 římských katolíků.
| Rok            | 1869 | 1880 | 1890 | 1900 | 1910 | 1921 | 1930 | 1950 | 1961 | 1970 | 1980 | 1991 | 2001 | 2011 |
| -------------- | ---- | ---- | ---- | ---- | ---- | ---- | ---- | ---- | ---- | ---- | ---- | ---- | ---- | ---- |
| Počet obyvatel | 177  | 186  | 165  | 175  | 172  | 171  | 125  | 125  | 106  | 88   | 75   | 81   | 60   | 100  |
| Počet domů     | 25   | 29   | 29   | 29   | 29   | 28   | 28   | 31   | .    | 26   | 22   | 29   | 28   | ?    |

## Přírodní poměry
Víska leží v okrese Jihlava v Kraji Vysočina. Nachází se 1 km severovýchodně od Kněžic a 3,5 km severozápadně od Zašovic. Geomorfologicky je oblast součástí Česko-moravské subprovincie, konkrétně Křižanovské vrchoviny a jejího podcelku Brtnická vrchovina, v jehož rámci spadá pod geomorfologický okrsek Puklická pahorkatina. Průměrná nadmořská výška činí 558 metrů. Nejvyšší bod o nadmořské výšce 618 metrů se nachází severovýchodně od Vísky, Vísecký vrch (606 m n. m.) leží na sever od vsi. Vískou protéká bezejmenný potok, který se na východní hraně katastru vlévá do řeky Brtnice.

## Hospodářství a doprava
Ve Vísce sídlí truhlářství Kourek a brusič skla. Obcí prochází silnice II. třídy č. 402 do Kamenice. Dopravní obslužnost zajišťuje dopravce TRADO-BUS. Autobusy jezdí ve směrech Štěměchy, Želetava, Okříšky, Třebíč, Hrutov, Jihlava, Kněžice a Brtnice.